# Euouae
Euouae (ponekad se piše i kao Evovae) je kratica koja se koristi kao glazbeni mnemonik u latinskim psaltirima i drugim liturgijskim knjigama rimskog obreda. Izraz predstavlja samoglasnike latinskih riječi saeculorum, Amen (vijekova, Amen), preuzeto iz molitve Slava Ocu. Mnemotehnika se koristi za označavanje varijabilnih melodičnih završetaka psalmskih tonova u gregorijanskom koralu.